# Championnat du monde junior féminin de handball 2016
Navigation
Édition précédente Édition suivante
Le championnat du monde junior féminin de handball 2016 est la 20e édition du tournoi. Il se déroule en Russie du 2 au 15 juillet 2016.

## Éligibilité
Dans cette compétition, junior signifie que la limite d'âge est de 20 ans maximum en 2016 tandis que l'âge minimum requis est de 16 ans (joueuse née au plus tard le 2 juillet 2000).

## Modalités
- Seize joueuses au maximum sont autorisées sur la feuille de match. Chaque équipe a le droit à deux remplacements au plus durant l'intégralité de la compétition.

- Le tour préliminaire se déroule en quatre groupes de six équipes. Au terme des cinq matchs disputés par chaque équipe, les quatre premiers de chaque groupe participent au tour final, tandis que les deux derniers de chaque groupe disputent la coupe du Président, correspondant aux places 17 à 24.

- Une victoire donne deux points, un match nul confère un point et une défaite, zéro point.

- La mi-temps est de quinze minutes.

- Le classement se fait selon le nombre de points obtenus.

- Si deux ou plusieurs équipes ont obtenu le même nombre de points après les matchs de groupe le classement est décidé:

- selon la différence particulière (la différence de buts lors des matches entre les équipes concernées)
- selon plus grand nombre de buts marqués lors des matchs entre les équipes concernées.
- on soustrait la différence de buts à tous les matchs
- on regarde le plus grand nombre de buts marqués dans tous les matchs
- Après le premier tour, tous les matchs sont joués selon le système à élimination directe.

- Lors des matchs de la coupe du Président et des matchs de placement pour les places 5 à 16, en cas d'égalité à la fin du temps réglementaire on procède directement aux tirs au but.

- À partir des huitièmes de finale, en cas de match nul, on joue une prolongation de deux fois cinq minutes entrecoupées d'une pause d'une minute. S'il subsiste toujours une égalité on procède à une nouvelle prolongation de même durée. Si les équipes n'ont pas pu se départager on utilise l'épreuve des jets de sept mètres[1].

## Pays participants et villes organisatrices
Ce championnat du monde se déroule sur les quatre continents suivants:
- Afrique:  Angola,  Égypte,  Tunisie
- Amérique:  Argentine,  Brésil,  Chili
- Asie:  Chine,  Corée du Sud (tenant du titre),  Japon,  Kazakhstan,  Ouzbékistan
- Europe:  Allemagne,  Autriche,  Croatie,  Danemark,  Espagne,  France,  Hongrie,  Monténégro,  Norvège,  Pays-Bas,  Roumanie,  Russie (pays hôte),  Suède

## Résultats

### Tour final
|  | Huitièmes de finale | Huitièmes de finale | Huitièmes de finale | Huitièmes de finale |              |              | Quarts de finale | Quarts de finale | Quarts de finale | Quarts de finale |                 |                 | Demi-finales | Demi-finales | Demi-finales | Demi-finales |  |  | Finale     | Finale     | Finale     | Finale     |
|  |                     |                     |                     |                     |              |              |                  |                  |                  |                  |                 |                 |              |              |              |              |  |  |            |            |            |            |
|  | 11 juillet          | 11 juillet          | 11 juillet          | 11 juillet          |              |              | 12 juillet       | 12 juillet       | 12 juillet       | 12 juillet       |                 |                 | 14 juillet   | 14 juillet   | 14 juillet   | 14 juillet   |  |  | 15 juillet | 15 juillet | 15 juillet | 15 juillet |
|  | Danemark            | Danemark            | 35                  | 35                  |              |              | 12 juillet       | 12 juillet       | 12 juillet       | 12 juillet       |                 |                 | 14 juillet   | 14 juillet   | 14 juillet   | 14 juillet   |  |  | 15 juillet | 15 juillet | 15 juillet | 15 juillet |
|  | Danemark            | Danemark            | 35                  | 35                  |              |              | 12 juillet       | 12 juillet       | 12 juillet       | 12 juillet       |                 |                 | 14 juillet   | 14 juillet   | 14 juillet   | 14 juillet   |  |  | 15 juillet | 15 juillet | 15 juillet | 15 juillet |
|  | France              | France              | 18                  | 18                  |              |              | 12 juillet       | 12 juillet       | 12 juillet       | 12 juillet       |                 |                 | 14 juillet   | 14 juillet   | 14 juillet   | 14 juillet   |  |  | 15 juillet | 15 juillet | 15 juillet | 15 juillet |
|  | France              | France              | 18                  | 18                  | Danemark     | Danemark     | 22               | 22               |                  |                  |                 |                 | 14 juillet   | 14 juillet   | 14 juillet   | 14 juillet   |  |  | 15 juillet | 15 juillet | 15 juillet | 15 juillet |
|  | 11 juillet          |                     |                     |                     | Danemark     | Danemark     | 22               | 22               |                  |                  |                 |                 | 14 juillet   | 14 juillet   | 14 juillet   | 14 juillet   |  |  | 15 juillet | 15 juillet | 15 juillet | 15 juillet |
|  |                     |                     | Suède               | Suède               | 15           | 15           |                  |                  |                  |                  |                 |                 | 14 juillet   | 14 juillet   | 14 juillet   | 14 juillet   |  |  | 15 juillet | 15 juillet | 15 juillet | 15 juillet |
|  | Suède               | Suède               | Suède               | Suède               | 15           | 15           | 29               | 29               |                  |                  |                 |                 | 14 juillet   | 14 juillet   | 14 juillet   | 14 juillet   |  |  | 15 juillet | 15 juillet | 15 juillet | 15 juillet |
|  | Suède               | Suède               | 12 juillet          |                     |              |              | 29               | 29               |                  |                  |                 |                 | 14 juillet   | 14 juillet   | 14 juillet   | 14 juillet   |  |  | 15 juillet | 15 juillet | 15 juillet | 15 juillet |
|  | Espagne             | Espagne             | 13                  | 13                  |              |              |                  |                  |                  |                  |                 |                 | 14 juillet   | 14 juillet   | 14 juillet   | 14 juillet   |  |  | 15 juillet | 15 juillet | 15 juillet | 15 juillet |
|  | Espagne             | Espagne             | 13                  | 13                  | Danemark     | Danemark     | 28               | 28               |                  |                  |                 |                 |              |              |              |              |  |  | 15 juillet | 15 juillet | 15 juillet | 15 juillet |
|  | 11 juillet          |                     |                     |                     | Danemark     | Danemark     | 28               | 28               |                  |                  |                 |                 |              |              |              |              |  |  | 15 juillet | 15 juillet | 15 juillet | 15 juillet |
|  |                     |                     | Roumanie            | Roumanie            | 25           | 25           |                  |                  |                  |                  |                 |                 |              |              |              |              |  |  | 15 juillet | 15 juillet | 15 juillet | 15 juillet |
|  | Croatie             | Croatie             | Roumanie            | Roumanie            | 25           | 25           | 26               | 26               |                  |                  |                 |                 |              |              |              |              |  |  | 15 juillet | 15 juillet | 15 juillet | 15 juillet |
|  | Croatie             | Croatie             | 14 juillet          |                     |              |              | 26               | 26               |                  |                  |                 |                 |              |              |              |              |  |  | 15 juillet | 15 juillet | 15 juillet | 15 juillet |
|  | Hongrie             | Hongrie             | 25                  | 25                  |              |              |                  |                  |                  |                  |                 |                 |              |              |              |              |  |  | 15 juillet | 15 juillet | 15 juillet | 15 juillet |
|  | Hongrie             | Hongrie             | 25                  | 25                  | Croatie      | Croatie      | 20               | 20               |                  |                  |                 |                 |              |              |              |              |  |  | 15 juillet | 15 juillet | 15 juillet | 15 juillet |
|  | 11 juillet          |                     |                     |                     | Croatie      | Croatie      | 20               | 20               |                  |                  |                 |                 |              |              |              |              |  |  | 15 juillet | 15 juillet | 15 juillet | 15 juillet |
|  |                     |                     | Roumanie            | Roumanie            | 21           | 21           |                  |                  |                  |                  |                 |                 |              |              |              |              |  |  | 15 juillet | 15 juillet | 15 juillet | 15 juillet |
|  | Roumanie            | Roumanie            | Roumanie            | Roumanie            | 21           | 21           | 32               | 32               |                  |                  |                 |                 |              |              |              |              |  |  | 15 juillet | 15 juillet | 15 juillet | 15 juillet |
|  | Roumanie            | Roumanie            | 12 juillet          |                     |              |              | 32               | 32               |                  |                  |                 |                 |              |              |              |              |  |  | 15 juillet | 15 juillet | 15 juillet | 15 juillet |
|  | Japon               | Japon               | 31                  | 31                  |              |              |                  |                  |                  |                  |                 |                 |              |              |              |              |  |  | 15 juillet | 15 juillet | 15 juillet | 15 juillet |
|  | Japon               | Japon               | 31                  | 31                  | Danemark     | Danemark     | 32ap             | 32ap             |                  |                  |                 |                 |              |              |              |              |  |  |            |            |            |            |
|  | 11 juillet          |                     |                     |                     | Danemark     | Danemark     | 32ap             | 32ap             |                  |                  |                 |                 |              |              |              |              |  |  |            |            |            |            |
|  |                     |                     | Russie              | Russie              | 28           | 28           |                  |                  |                  |                  |                 |                 |              |              |              |              |  |  |            |            |            |            |
|  | Corée du Sud        | Corée du Sud        | Russie              | Russie              | 28           | 28           | 29               | 29               |                  |                  |                 |                 |              |              |              |              |  |  |            |            |            |            |
|  | Corée du Sud        | Corée du Sud        |                     |                     |              |              |                  | 29               |                  |                  |                 |                 |              |              |              |              |  |  |            |            |            |            |
|  | Angola              | Angola              | 27                  | 27                  |              |              |                  |                  |                  |                  |                 |                 |              |              |              |              |  |  |            |            |            |            |
|  | Angola              | Angola              | 27                  | 27                  | Corée du Sud | Corée du Sud | 37               | 37               |                  |                  |                 |                 |              |              |              |              |  |  |            |            |            |            |
|  | 11 juillet          |                     |                     |                     | Corée du Sud | Corée du Sud | 37               | 37               |                  |                  |                 |                 |              |              |              |              |  |  |            |            |            |            |
|  |                     |                     | Allemagne           | Allemagne           | 38tab        | 38tab        |                  |                  |                  |                  |                 |                 |              |              |              |              |  |  |            |            |            |            |
|  | Allemagne           | Allemagne           | Allemagne           | Allemagne           | 38tab        | 38tab        | 28               | 28               |                  |                  |                 |                 |              |              |              |              |  |  |            |            |            |            |
|  | Allemagne           | Allemagne           | 12 juillet          |                     |              |              | 28               | 28               |                  |                  |                 |                 |              |              |              |              |  |  |            |            |            |            |
|  | Pays-Bas            | Pays-Bas            | 27                  | 27                  |              |              |                  |                  |                  |                  |                 |                 |              |              |              |              |  |  |            |            |            |            |
|  | Pays-Bas            | Pays-Bas            | 27                  | 27                  | Allemagne    | Allemagne    | 25               | 25               |                  |                  |                 |                 |              |              |              |              |  |  |            |            |            |            |
|  | 11 juillet          |                     |                     |                     | Allemagne    | Allemagne    | 25               | 25               |                  |                  |                 |                 |              |              |              |              |  |  |            |            |            |            |
|  |                     |                     | Russie              | Russie              | 32           | 32           |                  |                  |                  |                  |                 |                 |              |              |              |              |  |  |            |            |            |            |
|  | Norvège             | Norvège             | Russie              | Russie              | 32           | 32           | 30               | 30               |                  |                  |                 |                 |              |              |              |              |  |  |            |            |            |            |
|  | Norvège             | Norvège             |                     |                     |              |              |                  | 30               |                  |                  |                 |                 |              |              |              |              |  |  |            |            |            |            |
|  | Brésil              | Brésil              | 23                  | 23                  |              |              |                  |                  |                  |                  |                 |                 |              |              |              |              |  |  |            |            |            |            |
|  | Brésil              | Brésil              | 23                  | 23                  | Norvège      | Norvège      | 24               | 24               | Troisième place  | Troisième place  | Troisième place | Troisième place |              |              |              |              |  |  |            |            |            |            |
|  | 11 juillet          |                     |                     |                     | Norvège      | Norvège      | 24               | 24               | Troisième place  | Troisième place  | Troisième place | Troisième place |              |              |              |              |  |  |            |            |            |            |
|  |                     |                     | Russie              | Russie              | 35           | 35           |                  |                  | 15 juillet       | 15 juillet       | 15 juillet      | 15 juillet      |              |              |              |              |  |  |            |            |            |            |
|  | Russie              | Russie              | Russie              | Russie              | 35           | 35           | 31               | 31               | 15 juillet       | 15 juillet       | 15 juillet      | 15 juillet      |              |              |              |              |  |  |            |            |            |            |
|  | Russie              | Russie              |                     |                     |              |              |                  | 31               |                  |                  | Roumanie        | Roumanie        | 26           | 26           |              |              |  |  |            |            |            |            |
|  | Argentine           | Argentine           | 20                  | 20                  |              |              |                  |                  |                  |                  | Roumanie        | Roumanie        | 26           | 26           |              |              |  |  |            |            |            |            |
|  | Argentine           | Argentine           | 20                  | 20                  | Allemagne    | Allemagne    | 25               | 25               |                  |                  |                 |                 |              |              |              |              |  |  |            |            |            |            |
|  |                     |                     |                     |                     |              |              |                  |                  |                  |                  |                 |                 |              |              |              |              |  |  |            |            |            |            |

## Le vainqueur
| Champion du monde junior 2016 Danemark 2e victoire |

## Classement final
|                          | Danemark                  |
|                          | Médaille d'or, monde      |
| Russie                   |                           |
| Médaille d'argent, monde | Roumanie                  |
| Médaille d'argent, monde | Médaille de bronze, monde |

## Statistique et récompenses

### Équipe type du tournoi
- Meilleure joueuse[2] : Iaroslava Frolova,  Russie
- Gardienne : Althea Rebecca Reinhardt,   Danemark
- Ailière gauche : Lærke Nolsøe,   Danemark
- Arrière gauche : Iulia Golikova,  Russie
- Demi-centre : Cristina Laslo,   Roumanie
- Pivot : Annika Ingenpass,  Allemagne
- Arrière droite : Antonina Skorobogatchenko,  Russie
- Ailière droite : Mathilde Rivas Toft,   Norvège

Meilleure marqueuse
- Ji-eun Song   Corée du Sud avec 85 buts

## Effectif des équipes sur le podium

### Champion du monde:Danemark
Composition de l'équipe:
- Althea Rebecca Reinhardt
- Pauline Bøgelund
- Amalie Groen Hansen
- Julie Pontoppidan
- Ronja Hjortshoej Johansen
- Celine Lundbye Kristiansen
- Stine Bindslev Holm
- Ida Vium
- Sofie Flader
- Mai Kragballe Nielsen
- Annika Jakobsen
- Maria Schmidt Lykkegaard
- Sara Trier Hald
- Line Skak Nielsen
- Mie Enggrob Højlund
- Lærke Nolsøe Pedersen
- Josefine Dragenberg

Entraineur : Flemming Dam Larsen